# José-Maria de Heredia

José-Maria de Heredia

José-Maria de Heredia, ursprünglich José María de Heredia y Girard (* 22. November 1842 in Santiago de Cuba, Kuba; † 2. Oktober 1905 in Bourdonné, Département Yvelines) war ein französischer Schriftsteller kubanischer Herkunft.

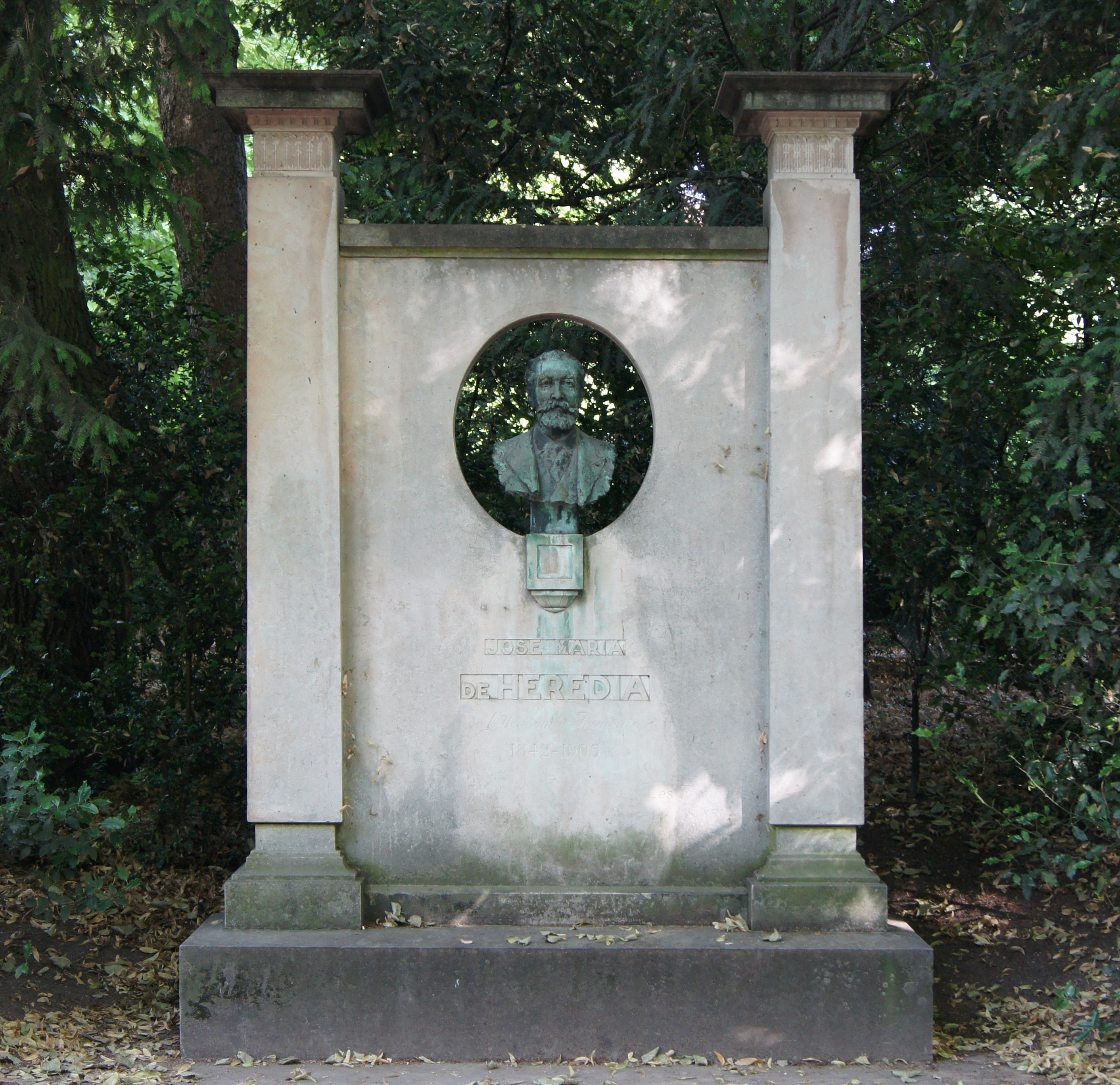
Büste Heredias im Jardin du Luxembourg in Paris

## Leben und Wirken
Heredia war der Sohn von Domingo de Heredia, der aus einer alteingesessenen spanischen Familie auf Kuba stammte und dessen zweiter Ehefrau Louise F. Girard, einer Französin aus Saint-Domingue. Mit 17 Jahren kam Heredia 1859 nach Paris und begann dort ein Studium an der École nationale des chartes. Ab 1901 wirkte er  als Bibliothekar an der Bibliothèque de l’Arsenal.
1867 heiratete Heredia Louise Despaigne und hatte mit ihr drei Töchter: Hélène, die spätere Ehefrau des Entomologen Maurice Maidron (1857–1911) und des Literaturhistorikers René Doumic. Die zweite Tochter, Marie, die als Schriftstellerin unter dem Pseudonym Gérard d’Houville veröffentlichte und die Ehefrau des Symbolisten Henri de Régnier wurde und die dritte, Louise, die spätere Ehefrau des Schriftstellers Pierre Louÿs.
1893 wurde Heredia eingebürgert und bekam die französische Staatsbürgerschaft verliehen. Mit Wirkung vom 22. Februar 1894 nahm die Académie française Heredia als Mitglied auf Fauteuil 4 („Sitz Nr. 4“) auf. Er wurde damit der Nachfolger von Charles de Mazade. 1906, ein Jahr nach dem Tod Heredias, wurde der Romancier Maurice Barrès dessen Nachfolger.
Durch seine Freunde Théodore de Banville und Charles Leconte de Lisle kam Heredia mit den Parnassiens in Kontakt. Spätestens mit Erscheinen seiner von der Literaturkritik gelobten, mit u. a. 118 Sonetten fast sein gesamtes Werk umfassenden Gedichtsammlung Les trophées zählte man ihn auch zu diesen. Um 1900 galt sein Salon als einer der wichtigsten Treffpunkte der Pariser Literatur.

## Rezeption
Henri de Régnier, Heredias Schwiegersohn, sah das Werk Les trophées als das wichtigste Bindeglied zwischen den Parnassiens und den Symbolisten. Heredia galt durch seine Sicherheit in Stil und Thema als unübertroffener Meister des Sonetts.

## Werke (Auswahl)
- Les trophées. 1893.
- La nonne alferez, 1894.
- Poèsies complètes avec notes et variantes. 1924.